# Juan Miranda (football)
Pour les articles homonymes, voir Juan Miranda, Miranda, Juan González et González.
Juan Miranda González, né le 19 janvier 2000 à Olivares (province de Séville, Espagne), est un footballeur international espagnol qui évolue au poste de latéral gauche au Bologne FC.

## Biographie

### En club
Juan Miranda est le fils de Juan Jesús Miranda, un ancien footballeur qui joua avec l'UE Sant Andreu. Juan Miranda commence à jouer dans son village natal, Olivares, avant de passer au Real Betis. En 2014, il rejoint La Masia, le centre de formation du FC Barcelone, afin de jouer avec les cadets.

#### FC Barcelone
Il joue la saison 2016-2017 avec l'équipe junior A qui remporte le championnat d'Espagne et atteint les demi-finales de l'UEFA Youth League.
Le 20 août 2017, il débute avec le FC Barcelone B en Deuxième division face au Real Valladolid.
Miranda débute en équipe première le 31 octobre 2018 lors d'un match de Coupe d'Espagne face à la Cultural Leonesa (victoire 1 à 0).

#### Schalke 04
Le 30 août 2019, Juan Miranda est prêté pour deux saisons à Schalke 04.
En concurrence avec Bastian Oczipka pour le poste d'arrière gauche à Schalke, il doit attendre le 15 décembre 2019 pour disputer son premier match avec ses nouvelles couleurs face à l'Eintracht Francfort (victoire 1-0).

### En sélection
Le 28 octobre 2017, il fait partie de l'équipe d'Espagne des moins de 17 ans qui s'incline devant l'Angleterre en finale de la Coupe du monde disputée en Inde.
Il honore sa première sélection en équipe d'Espagne le 8 juin 2021 face à la Lituanie, rentrant en jeu lors de la 46e minute de cette rencontre amicale et marquant un but. Cette rencontre est particulière en raison de l'équipe essentiellement composée d'espoirs à cause de cas de Covid-19 dans l'effectif espagnol ; cette équipe remportera néanmoins la rencontre sur le score de 4 à 0,.

## Statistiques
| Saison                | Club                  | Championnat           | Championnat | Championnat | Championnat | Coupe(s) nationale(s) | Coupe(s) nationale(s) | Coupe(s) nationale(s) | Supercoupe | Supercoupe | Supercoupe | Compétition(s) continentale(s) | Compétition(s) continentale(s) | Compétition(s) continentale(s) | Compétition(s) continentale(s) | Espagne | Espagne | Espagne | Total | Total | Total |
| Saison                | Club                  | Division              | M.          | B.          | P.d.        | M.                    | B.                    | P.d.                  | M.         | B.         | P.d.       | Comp.                          | M.                             | B.                             | P.d.                           | M.      | B.      | P.d.    | M.    | B.    | P.d.  |
| 2017-2018             | FC Barcelone B        | LaLiga 2              | 7           | 1           | 0           | -                     | -                     | -                     | -          | -          | -          | C1                             | -                              | -                              | -                              | -       | -       | -       | 7     | 1     | 0     |
| 2018-2019             | FC Barcelone B        | LaLiga 2              | 1           | 1           | 0           | -                     | -                     | -                     | -          | -          | -          | -                              | -                              | -                              | -                              | -       | -       | -       | 1     | 1     | 0     |
| Sous-total            | Sous-total            | Sous-total            | 8           | 2           | 0           | 0                     | 0                     | 0                     | 0          | 0          | 0          | -                              | 0                              | 0                              | 0                              | 0       | 0       | 0       | 8     | 2     | 0     |
| 2018-2018             | FC Barcelone          | Liga                  | -           | -           | -           | 3                     | 0                     | 0                     | -          | -          | -          | C1                             | 1                              | 0                              | 0                              | -       | -       | -       | 4     | 0     | 0     |
| Sous-total            | Sous-total            | Sous-total            | 0           | 0           | 0           | 3                     | 0                     | 0                     | 0          | 0          | 0          | -                              | 1                              | 0                              | 0                              | 0       | 0       | 0       | 4     | 0     | 0     |
| 2019-2020             | Schalke 04 (prêt)     | Bundesliga            | 11          | 0           | 0           | 1                     | 0                     | 1                     | -          | -          | -          | -                              | -                              | -                              | -                              | -       | -       | -       | 12    | 0     | 1     |
| Sous-total            | Sous-total            | Sous-total            | 11          | 0           | 0           | 1                     | 0                     | 0                     | 0          | 0          | 0          | -                              | 0                              | 0                              | 0                              | 0       | 0       | 0       | 12    | 0     | 0     |
| 2020-2021             | Real Betis (prêt)     | Liga                  | 22          | 1           | 2           | 3                     | 1                     | 0                     | -          | -          | -          | -                              | -                              | -                              | -                              | 1       | 1       | 0       | 26    | 3     | 2     |
| 2021-2022             | Real Betis            | Liga                  | 13          | 0           | 2           | 3                     | 0                     | 0                     | -          | -          | -          | C3                             | 7                              | 1                              | 0                              | -       | -       | -       | 23    | 1     | 2     |
| 2022-2023             | Real Betis            | Liga                  | 21          | 3           | 2           | 2                     | 0                     | 0                     | 1          | 0          | 0          | C3                             | 7                              | 0                              | 2                              | -       | -       | -       | 31    | 3     | 4     |
| 2023-2024             | Real Betis            | Liga                  | 24          | 1           | 1           | 2                     | 0                     | 1                     | 1          | 0          | 0          | C3                             | 3+2                            | 1+0                            | 0                              | -       | -       | -       | 32    | 2     | 2     |
| Sous-total            | Sous-total            | Sous-total            | 81          | 5           | 7           | 10                    | 1                     | 1                     | 1          | 0          | 0          | -                              | 19                             | 2                              | 3                              | 1       | 1       | 0       | 112   | 9     | 11    |
| 2024-2025             | Bologne FC            | Serie A               | 31          | 0           | 6           | 2                     | 0                     | 0                     | -          | -          | -          | C1                             | 5                              | 0                              | 0                              | -       | -       | -       | 38    | 0     | 6     |
| Sous-total            | Sous-total            | Sous-total            | 31          | 0           | 6           | 2                     | 0                     | 0                     | 0          | 0          | 0          | -                              | 5                              | 0                              | 0                              | 0       | 0       | 0       | 38    | 0     | 6     |
| Total sur la carrière | Total sur la carrière | Total sur la carrière | 162         | 7           | 18          | 16                    | 1                     | 2                     | 1          | 0          | 0          | -                              | 25                             | 2                              | 3                              | 1       | 1       | 0       | 205   | 11    | 23    |

### Liste des matchs internationaux
| Matches internationaux de Juan Miranda | Matches internationaux de Juan Miranda | Matches internationaux de Juan Miranda        | Matches internationaux de Juan Miranda | Matches internationaux de Juan Miranda | Matches internationaux de Juan Miranda | Matches internationaux de Juan Miranda                            |
|                                        | Date                                   | Lieu                                          | Adversaire                             | Résultat                               | Compétition                            | Notes                                                             |
| -------------------------------------- | -------------------------------------- | --------------------------------------------- | -------------------------------------- | -------------------------------------- | -------------------------------------- | ----------------------------------------------------------------- |
| 1.                                     | 8 juin 2021                            | Stade municipal de Butarque, Leganés, Espagne | Lituanie                               | 4 - 0                                  | Match amical                           | Entre en jeu à la place de Marc Cucurella à la 46e minute de jeu. |

#### Buts internationaux
| 1. | 8 juin 2021 | Stade municipal de Butarque, Leganés, Espagne | Lituanie | 4-0 | Match amical. |

## Palmarès
| FC Barcelone (1)                                                                | Betis Séville (1)                    | Bologne FC (1)                            | Espagne (2)                                                                                           | Espagne olympique (1)                           |
| ------------------------------------------------------------------------------- | ------------------------------------ | ----------------------------------------- | --- | ----------------------------------------------- |
| - Coupe d'Espagne : - Finaliste : 2019 - UEFA Youth League : - Vainqueur : 2018 | - Coupe d'Espagne - Vainqueur : 2022 | - Coupe d'Italie (1) : - Vainqueur : 2025 | - Coupe du monde U17 - Finaliste : 2017 - Euro U17 : - Vainqueur : 2017 - Euro U19 - Vainqueur : 2019 | - Médaillé d'argent aux Jeux olympiques en 2021 |